# Palazzo Nicola Grimaldi
Il palazzo Nicola Grimaldi è un edificio storico italiano, sito in vico San Luca 2, nel centro storico di Genova. È uno dei Palazzi dei Rolli che furono designati, al tempo della Repubblica di Genova, a ospitare gli ospiti di alto rango durante le visite di stato per conto del governo genovese.

## Storia e descrizione
Domus magna edificata per volere di Rabella Grimaldi nel 1320, e fatta ricostruire dallo stesso nel 1332 dopo il nuovo assetto dato all'area compresa tra San Siro e San Luca e dopo la formazione dell'antistante piazza di San Luca.
Il palazzo venne inserito nel quarto rollo (1614) quando era di proprietà di Nicola Grimaldi. Nel salone vi era un affresco con Gregorio Grimaldi che presenta a Filippo di Spagna le spoglie dei Veneri vinti (attribuito a Lazzaro Tavarone), ma oggi si conosce soltanto un riquadro con Olindo e Sofronia, in un salotto del piano ammezzato.
Verso la fine del XVIII secolo subì modifiche nella distribuzione interna, dopo la chiusura del vicolo adiacente. Del primo impianto il palazzo mantiene i muri di spina della schiera e parti del portico in cui era la Loggia, sede di riunione dei Governatori, dell'"albergo" degli Spinola di San Luca.

## Galleria d'immagini

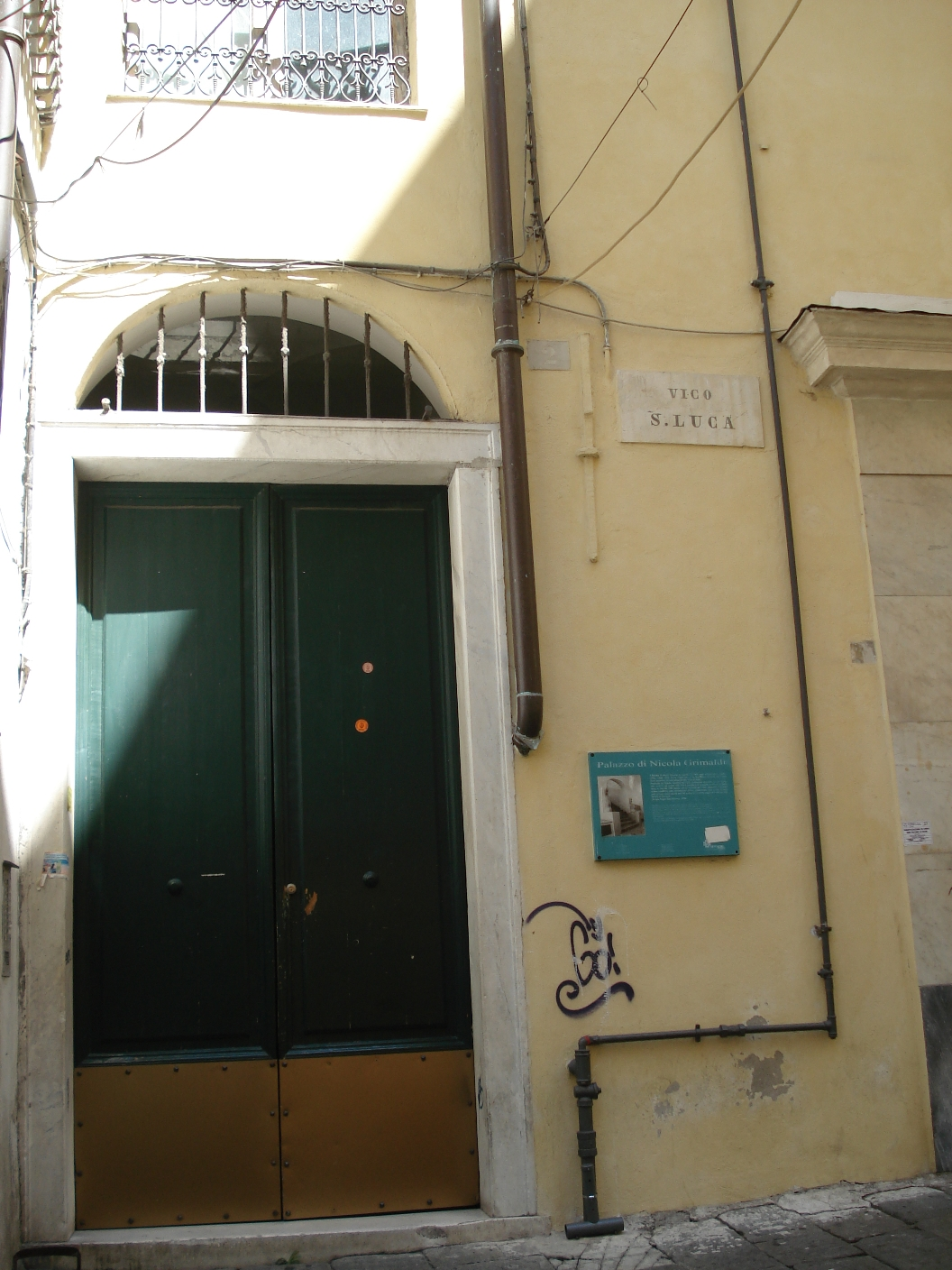
L'ingresso del palazzo su Vico San Luca